# Mount San Antonio

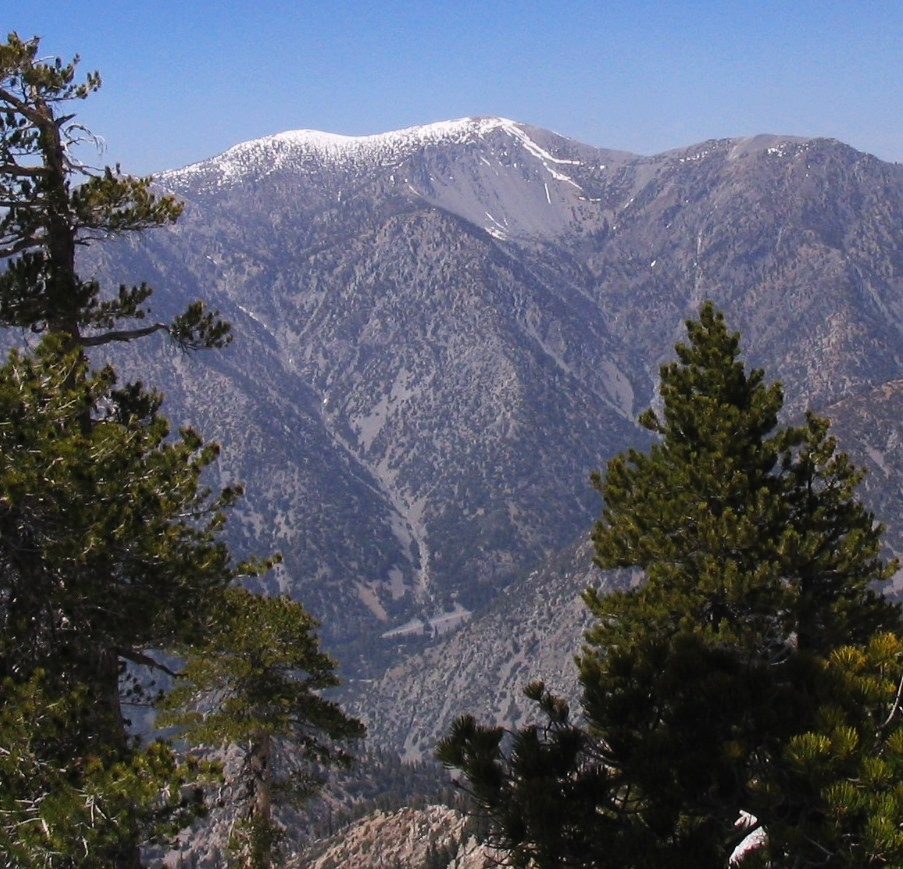
Mount San Antonio

Mount San Antonio i Los Angeles-området, mer känt under namnet Old Baldy eller Mount Baldy, är det högsta berget i bergskedjan San Gabriel Mountains som ligger i södra Kalifornien i USA och som även är den högsta punkten i Los Angeles County. Mount San Antonio har två bergstoppar. Den östra toppen är den högsta 3068 meter medan den västra når 3044 meter. På vintern är Mount Baldys snöklädda toppar i regel synliga på klara dagar och dominerar utsikten österut från Los Angeles.
Berget som utgör gräns mellan San Bernardino County och Los Angeles County kallas Baldy ("skallig") eftersom toppen ligger ovanför trädgränsen och är helt kal.
Tongva-stammen kallade berget för "Yoát" eller "Joat", vilket betyder snö. 
Mount Baldy, liksom det intilliggande Thunder Mountain, är numera platsen för skidorten "Mount Baldy Ski Lifts", den närmsta skidorten från Los Angeles. 
Den 13 januari 2023 försvann den engelske skådespelaren Julian Sands, en hängiven bergsbestigare, när han vandrade i Mount San Antonio. Han har inte hittats och polisen har undersökt var han befinner sig.